# Schloss Mělník

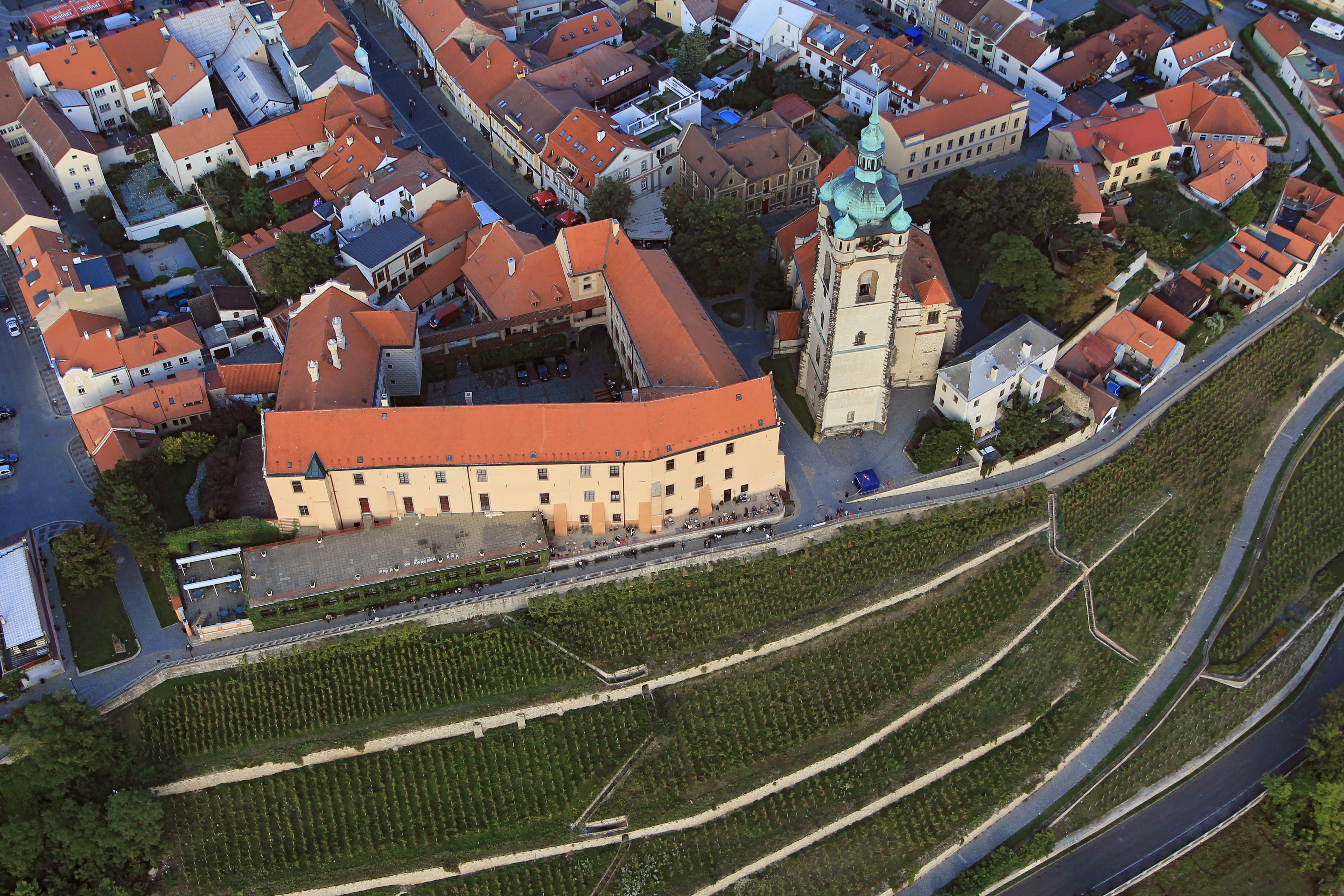
Schloss Melnik über der Elbe

Das Schloss Mělník (deutsch: Melnik) in der gleichnamigen Stadt Mělník gehört zur Region Mittelböhmen in Tschechien.

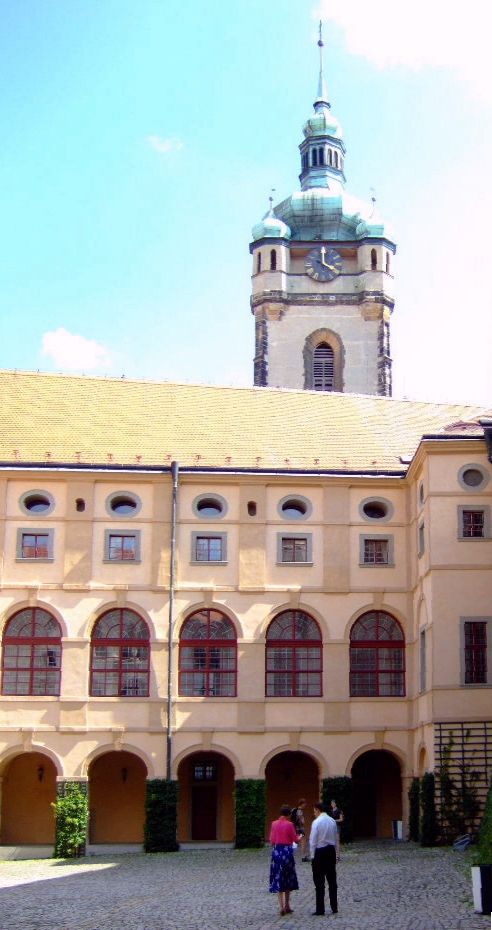
Innenhof

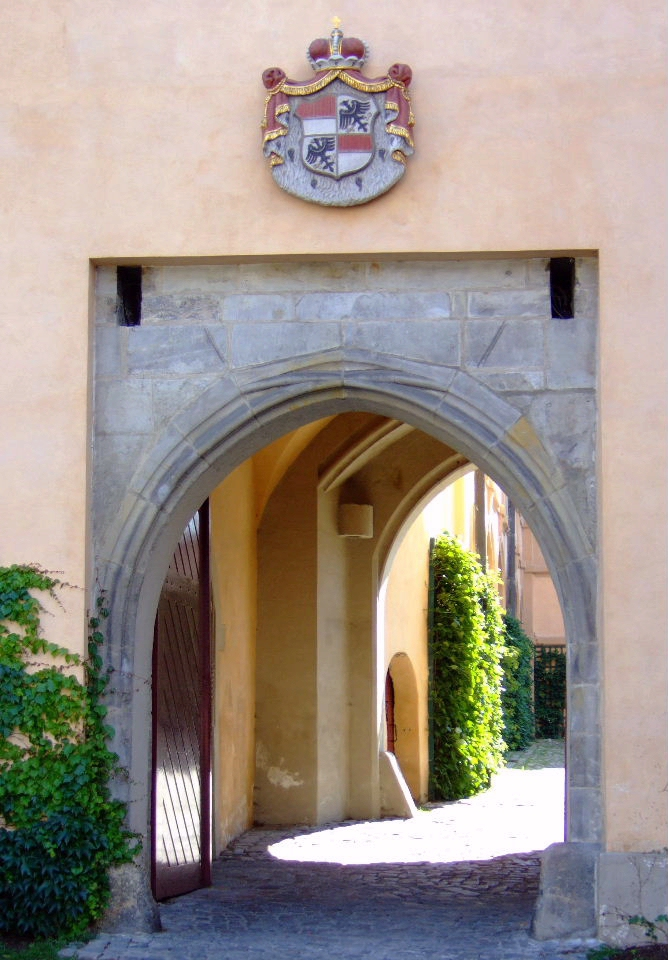
Tor zum Schloss

## Geschichte
Über dem Zusammenfluss der Elbe und Moldau befand sich auf einer Anhöhe im 9. Jahrhundert eine slawische Burgstätte der Pschowanen. Der Sage nach soll die später heiliggesprochene Ludmilla auf der Burg geboren sein, die um 880 mit dem christlichen Přemyslidenfürsten Bořiwoj verheiratet wurde. Nach dem Tod von Ludmillas Vater, des Pschowanenfürsten Slavibor, fielen dessen Besitzungen an die Přemysliden.
Die hölzerne Feste wurde im Frühmittelalter durch eine Burg aus Stein ersetzt, die 1542 durch Zdislav Berka von Dubá zu einem Renaissanceschloss umgebaut und mit Sgraffito geschmückt wurde.
Das im Dreißigjährigen Krieg stark verwahrloste Schloss erwarb 1646 Hermann Czernin von Chudenitz, der wegen seiner Verdienste bei der Schlacht am Weißen Berg 1623 in den Freiherrenstand und 1627 in den Grafenstand erhoben wurde. Unter den Grafen Czernin von und zu Chudenitz wurde das Schloss erneuert und Ende des Jahrhunderts um den barocken Südflügel erweitert. Nachdem 1753 die Czernin-Tochter Maria Ludmilla mit August Anton Lobkowitz verheiratet worden war, ging das Schloss an die Fürsten Lobkowitz über, in deren Besitz es bis zur Enteignung 1948 blieb. Nach dem politischen Umbruch wurde das Schloss 1992 der Familie Lobkowitz restituiert, die sich um eine Rekonstruierung und Renovierung der Schlossanlage bemüht. Heutiger Besitzer ist Jiří Jan Lobkowicz.
Besichtigt werden können die reich ausgestatteten Innenräume des Schlosses mit Wohn-, Schlaf- und Esszimmern, der große und der kleine Salon sowie der Konzertsaal.
Den Bau der Schlosskapelle, die dem Heiligen Ludwig geweiht wurde, veranlasste Kaiser Karls Frau Elisabeth von Pommern. Nach den Zerstörungen des Dreißigjährigen Krieges wurde die Kapelle im 17. Jahrhundert renoviert und der Heiligen Ludmilla geweiht. Die Apostelgemälde schuf Peter Johann Brandl.